# تسوکی نو وا نو میساساگی

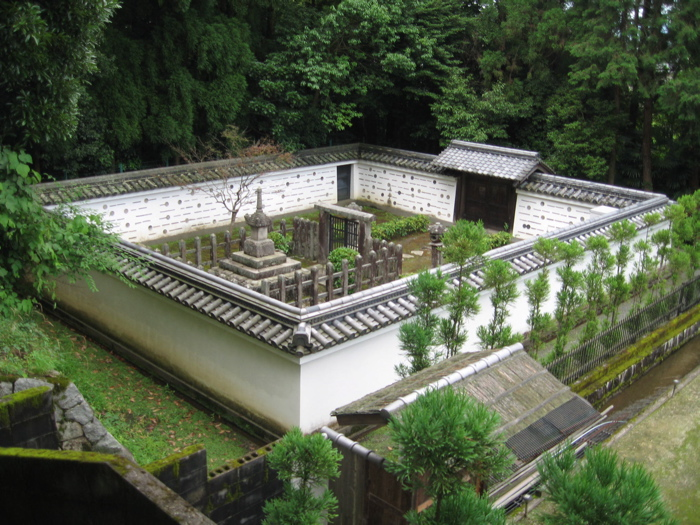
مقبره امپراتور در تسوکی نو وا نو میساساگی در کیوتو

تسوکی نو وا نو میساساگی (به ژاپنی: 月輪陵 Tsuki no wa no misasagi)، نام مقبره یا آرامگاه یادمانی در هیگاشی‌یاما، کیوتو است که توسط نسل‌های متوالی خانواده امپراتوری ژاپن (دودمان یاماتو) استفاده شده است. این مقبره در سننیو-جی واقع شده و یک معبد بودایی است که در اوایل دوره هی‌آن ساخته شده، که معبد موروثی یا بوداجین (菩提寺) خانواده امپراتوری بود، در آن قرار دارد.